# Sunčev zid
Sunčev zid je sustav sunčevog grijanja zraka, koji je posebno osmišljeno rješenje i sadrži mnoge unutarnje i vanjske dijelove. Koristi sunčevu energiju za grijanje i ventiliranje unutarnjih prostora u novim i saniranim odgovarajućim primjenama. Konstrukcija sustava je prilagođena kako bi osigurali najveću dostavu energije s najmanjom količinom statičkog tlaka u zračnom prostoru. Postoje mnogi oblici tehnologije sunčevog zida temeljene na potrebama energije u zgradama ili prema korisničkim potrebama. Najvidljivija komponenta sistema je vanjska metalna obloga, ali značajna količina opreme sunčevog zida nalazi se u unutarnjim oblikovanim dijelovima.

## Način rada
Specijalno perforirani kolektori ugrađeni su nekoliko centimetara od južnog zida,stvarajući zračni prostor (mogućnost postoji i za jugoistočni,jugozapadni, istočni i zapadni zid). Sustav sunčevog zida može isto tako sadržavati vanjske staklene dijelove u slučaju većeg povećanja temperature. Metalna obloga grijana je pomoću sunčeve topline, a ventilator stvara podtlak u zračnom prostoru uvlačeći topli zrak, stvoren sunčevom energijom, kroz perforirane panele, koristići kontrolu količine protoka zraka kroz perforacije. To održava uvijek istu količinu uvlačenja preko cijele površine zida i osigurava da hladni zrak ne ulazi u zračni tok.
Zrak se općenito „uzima“ s vrha zida (kako se topli zrak diže) čime se osigurava da je sva proizvedena sunčeva toplina i prikupljena. Topli zrak se onda uvodi u zgradu putem poveznice na klimatizacijskom uređaju. Kako zrak ulazi u komoru gdje se zadržava, on je već ranije zagrijan, tijekom sunčevog dana oko 16 - 38 °C, za oblačnog nešto manje, takvo sunčevo grijanje smanjuje teret energije na uobičajenim grijačima. Topli svježi zrak se tada rasprostranjuje u zgradu putem postojećeg klimatizacijskog sustava ili putem odvojenih ventilatora i perforiranih dovoda zraka.
Visokoprozirni materijali za toplinsku izolaciju koji ne moraju biti prozirni objedinjuju u sebi funkciju toplinske zaštite i sunčevo dobivanje energije. Neprozirnom toplinskom izolacijom smanjuju se kondukcijski gubici topline preko vanjskog zida. Primjenom sunčevog zida ne postiže se samo nadoknađivanje ovih gubitaka nego povrh toga i dodatne dobitke topline. Upijena toplina biva, u jednoj vremenskoj odgodi, od masivnog zida predana prostorima koji se nalaze iza njega. Vremensko razvlačenje i porast temperature određuju materijal od kojeg je zid izgrađen i debljina zida. Već prema kakvoći sunčevog zida i ovisno o različitim rubnim uvjetima neto dobici energije iznose prema iskustvu 50 - 150 kWh/m2.

### Materijali za sunčev zid
Od početka 1980-tih vrše se istraživanja na sustavima sunčevog zida. Već je preko 100 zgrada opremljeno sa sunčevim zidom i one pokazuju učinkovitost ove tehnike. Prozirni materijali za toplinsku izolaciju moraju imati dobra svojstva toplinske izolacije (koeficijent prolaska topline U < 1,2 W/m2K) i istovremeno posjedovati veliku propusnost za svjetlo odnosno sunčevo zračenje (g-vrijednost > 0,4). Iz energetskih razloga strukture sa šupljim komorama (kapilare, saće) od plastike ili stakla predstavljaju najbolju kombinaciju toplinske izolacije i prozirnosti. One se postavljaju tako da sunčeve zrake upadaju u smjeru ćelijske uzdužne osovine. Kod povoljnog odnosa dužine i širine ćelija konvektivna toplinska struja gotovo se potiskuje i skoro cjelokupno padajuće sunčevo zračenje reflektira se naprijed u smjeru apsorbera.
Plastični materijal polimetilakrilat (PMMA), poznat i kao pleksiglas i polikarbonat (PC, makrolon), su provjerene izlazne sirovine za ekstrudirane materijale. Odabir se vrši prema traženim fizikalnim i građevinsko-tehničkim zahtjevima, pri čemu je postojanost na temperaturu i ultraljubičaste zrake važan čimbenik. Pleksiglas ima najvišu uporabnu temperaturu od 90ºC, a polikarbonat ima 140ºC, uz istovremeno veću mehaničku stabilnost. Staklo nudi najveću postojanost na temperaturu s optimalnim svojstvima što se tiče ponašanja u požaru, kao i postojanost na ultraljubičaste zrake, i vrlo je prikladan kao material za sunčani zid. U usporedbi s plastikom, staklo pokazuje veću gustoću, a time i veću težinu. 
Sunčev zid od silikatnog aerogela je budućnost jer trenutno nije na tržištu. Radi se o jednoj mikrošupljikavoj silikatnoj strukturi, s udjelom čvrstog tijela od oko 10%, dok je 90% zraka. Sastavni dijelovi zraka ne mogu se slobodno kretati tako da sposobnost vođenja topline ostaje unutar stojećeg zraka, a veoma male debljine slojeva postižu veliku otpornost na toplinu (koeficijent prolaska topline U = 0,5 W/m2K, kod debljine 5 cm, uključujući pokrovne slojeve).
Prozirni materijali za toplinsku izolaciju moraju imati dobra svojstva toplinske izolacije i istovremeno posjedovati veliku propusnost za svjetlo, odnosno sunčevo zračenje. Iz energetskih razloga strukture sa šupljim komorama od plastike ili stakla predstavljaju najbolju kombinaciju toplinske izolacije i transparentnosti.